# The Island Chainsaw Massacre
The Island Chainsaw Massacre è il primo album in studio del rapper italiano Salmo, pubblicato il 1º febbraio 2011 dalla Kick Off! Recordz.

## Descrizione
L'album è composto da 17 tracce che spaziano tra l'hip hop anni novanta, la drum and bass e l'heavy metal.
Il 2 dicembre 2015 Salmo ha annunciato la versione LP dell'album, uscita nel gennaio 2016.

## Tracce
1. Morte in diretta (feat. DJ Slait) – 3:39
2. L'erba di Grace – 3:16
3. Il senso dell'odio – 3:40
4. Back on Track (feat. Enigma) – 2:38
5. Vuoto – 2:42
6. La prima volta – 3:47
7. DJ Valium – 1:57
8. Prima di dormire – 3:31
9. Skit – 0:40 – assente nella versione di iTunes
10. Rancho della Luna – 3:44
11. Los ojos del Diablo (feat. El Raton) – 4:31
12. Munchies (feat. Enigma) – 2:38
13. Yoko-Ono – 3:32
14. Un Dio personale – 2:40
15. Driveway – 1:45
16. Nella pancia dello squalo – 3:50

Tracce bonus nell'edizione CD
1. Street Drive-In – 4:11
2. La prima volta (Bling Beatz Remix) – 3:59

Tracce bonus nell'edizione di iTunes
1. Machete Flow (feat. El Raton) (Pass Out Remix) – 4:29
2. Street Drive-In – 4:11 – Bonus Track

### The Island Chainsaw Massacre (The Ultimate Reloaded)
CD bonus
1. Intro – 0:42
2. Morte in diretta (Yazee Remix) – 3:32
3. Yoko Ono (feat. Sysma) (DJ Over Remix) – 3:38
4. La prima volta (Unother Remix) – 4:36
5. Machete Flow (feat. El Raton) (Pass Out Remix) – 4:29
6. Il senso dell'odio (feat. Dexa) (J-One Remix) – 3:49
7. Yoko Ono (Dub Version) – 3:08
8. La prima volta (feat. Sysma) (Unother Version) – 4:37
9. Il senso dell'odio (J-One Remix) – 3:50
10. Nella pancia dello squalo (Remix) – 3:48
11. Rancho della luna (Remix) – 3:40
12. Il senso dell'odio (Anagogia Remix) – 4:55
13. La prima volta (Bling Beatz Remix) – 3:59
14. Pronti a tutto (feat. Primo, Madness & Enigma) (J-One Remix) – 4:27

## Formazione
- Salmo – voce, chitarra, basso, batteria, sequencer
- Bruno Cardamone – produzione esecutiva
- Andrea Bonfanti – produzione artistica
- DJ Slait – giradischi (traccia 1)
- Enigma – voce aggiuntiva (traccia 4)
- DJ Valium – giradischi (traccia 7)
- El Raton – voce aggiuntiva (traccia 11)